# Empty Walls
Empty Walls (с англ. — «Пустые стены») — первый сингл армяно-американского певца и фронтмена рок-группы System of a Down Сержа Танкяна с его дебютного альбома Elect the Dead.
Помимо самой песни на диске также присутствует два ремикса: Victorious Club Mix (работа DJ Lethal, диджея рок-группы Limp Bizkit, и Dub Remix (был сделан самим Танкяном). Эти ремиксы также были включены в мини-альбом Lie Lie Live.

## Видеоклип
Клип был снят режиссёром Тони Петросяном. Клип вышел 26 октября 2007 года и был доступен на официальном сайте Танкяна.
В клипе много сцен с детьми, которые играют с игрушечным оружием, эти сцены аналогия войны в Ираке.

## Список композиций
| №  | Название                            | Длительность |
| -- | ----------------------------------- | ------------ |
| 1. | «Empty Walls»                       | 3:49         |
| 2. | «Gratefully Disappeared»            | 1:41         |
| 3. | «Empty Walls» (Victorious Club Mix) | 5:45         |
| 4. | «Empty Walls» (Dub Remix)           | 4:01         |